# Bezpieczeństwo Pracy i Ochrona Środowiska w Górnictwie
„Bezpieczeństwo Pracy i Ochrona Środowiska w Górnictwie” – czasopismo naukowo-techniczne Wyższego Urzędu Górniczego, w latach 1992-1995 wydawane jako kwartalnik, a od roku 1996 przekształcone w miesięcznik, ujęty w wykazie czasopism punktowanych Ministerstwa Nauki i Szkolnictwa Wyższego.
Czasopismo prezentuje aktualne problemy górnictwa w Polsce i poza jej granicami, a także stan wiedzy w zakresie górnictwa i dyscyplin naukowych z nim związanych oraz konkretne rozwiązania techniczne
i technologiczne w dziedzinie bezpieczeństwa pracy i ochrony środowiska naturalnego. Ponadto, na bieżąco informuje o przyczynach wypadków w górnictwie, historii górnictwa oraz zmianach w obowiązujących przepisach.
Prenumeratorami miesięcznika „Bezpieczeństwo Pracy i Ochrona Środowiska w Górnictwie” są zakłady górnicze, placówki naukowo-badawcze, uczelnie wyższe, organy administracji państwowej, biblioteki oraz jednostki produkcyjne i usługowe pracujące na rzecz górnictwa. Miesięcznik otrzymują także instytucje zagraniczne, m.in. w Australii, Czechach, Niemczech, Rosji, Słowacji, Ukrainie i USA.